# Isla Nizki
Nizki es una isla perteneciente al archipiélago de las islas Near, en el grupo de las islas Aleutianas, al suroeste de Alaska. La isla se encuentra localizada en el medio del subgrupo de las islas Semichi. Flanqueada por las islas de Shemya al este y Alaid al oeste, Nizki mide 5 km de largo y se encuentra periódicamente unida a Alaid por una lengua de tierra. Se dice que el nombre de la isla deriva del ruso nizkiy, que significa "bajo", un término descriptivo para la topografía de la isla.
Nizki es notoria por la población de gansos que alberga. Una de las especies de ganso fue dada por extinta hasta su avistamiento en Nizki. Actualmente, sin embargo, se considera amenazada.
- Datos: Q1784697